# Acontista mexicana
Acontista mexicana är en bönsyrseart som beskrevs av Henri Saussure och Leo Zehntner 1871. Acontista mexicana ingår i släktet Acontista och familjen Acanthopidae. Inga underarter finns listade i Catalogue of Life.